# Corydalis megalosperma
Corydalis megalosperma là một loài thực vật có hoa trong họ Anh túc. Loài này được Z.Y.Su mô tả khoa học đầu tiên năm 1997.